# مستعر أعظم 1961i
SN 1961i هي مجرة تتبع كوكبة العذراء. اكتشفها ميلتون هيومايسون في 1 يونيو 1961.

## روابط خارجية
- مستعر أعظم 1961i على موقع ويكي سكاي: DSS2, SDSS, GALEX, IRAS, Hydrogen α, X-Ray, Astrophoto, Sky Map, Articles and images